# Acanthogonatus ericae
Acanthogonatus ericae là một loài nhện trong họ Nemesiidae.
Acanthogonatus ericae được miêu tả năm 2008 bởi Indicatti.